# Écluses du Chesapeake and Ohio Canal

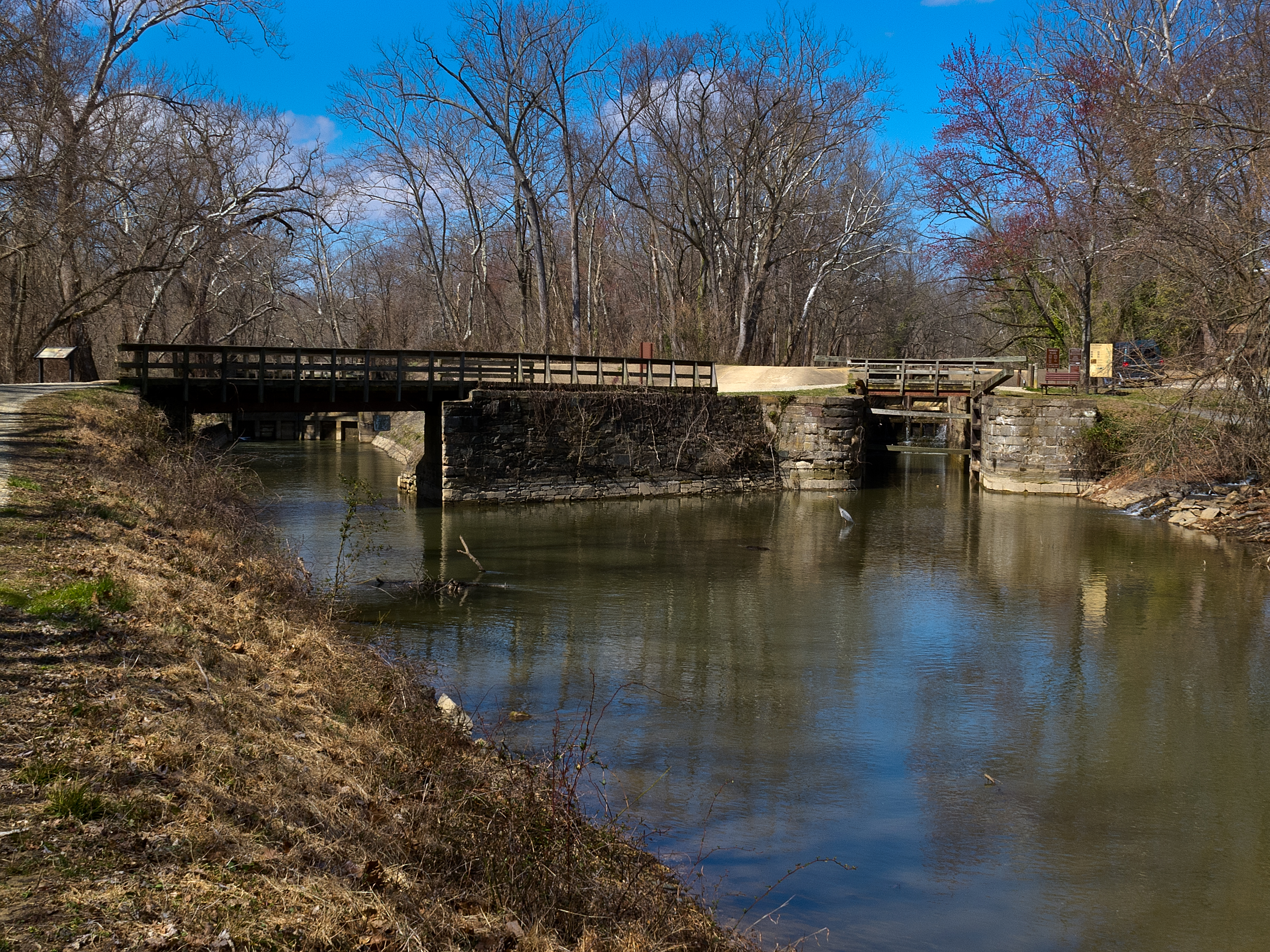
Écluses du Chesapeake and Ohio Canal, 2019

Les écluses du Chesapeake and Ohio Canal aux États-Unis sont numérotées de 1 à 75 avec deux écluses, 63⅓ et 64⅔, ayant des nombres à fraction et pas d'écluse numéro 65. Il y a également une écluse en aval du canal à Washington, D.C. où Rock Creek s'écoule dans le Potomac qui est parfois appelé Lock 0 ou le Tidewater Lock.
Certaines écluses portent le nom de certains de leurs anciens gardiens, celui d'une localité voisine ou encore d'une caractéristique géographique. D'autres sont connues sous deux noms et certaines par leurs numéros.
À propos des écluses partielles, il apparaît que le niveau du canal entre les écluses 62 et 66 pourrait n'être élevé que de trois étages au lieu de quatre. C'est pourquoi les écluses furent numérotées par 1⅓ d'étages (62, 63⅓, 64⅔ et 66) de sorte de ne pas avoir à renuméroter tout le canal.
| Écluse | Milles | Nom                                                                   | Lieu proche                           | Coordonnées                  |
| ------ | ------ | --------------------------------------------------------------------- | ------------------------------------- | ---------------------------- |
| 0      | 0.0    | Tidewater Lock                                                        |                                       |                              |
| 1      | 0.38   |                                                                       | Georgetown                            | 38° 54′ 14″ N, 77° 03′ 29″ O |
| 2      | 0.42   |                                                                       | Georgetown                            | 38° 54′ 14″ N, 77° 03′ 32″ O |
| 3      | 0.49   |                                                                       | Georgetown                            | 38° 54′ 14″ N, 77° 03′ 32″ O |
| 4      | 0.54   |                                                                       | Georgetown                            | 38° 54′ 14″ N, 77° 03′ 40″ O |
| 5      | 5.0    | Brookmont Lock (Écluse de Brookmont)                                  |                                       | 38° 56′ 24″ N, 77° 07′ 19″ O |
| 6      | 5.4    | Magazine Lock (Écluse de magazine)                                    | Little Falls                          | 38° 56′ 42″ N, 77° 07′ 26″ O |
| 7      | 7.0    | Chataqua Lock (Écluse de Chataqua)                                    | Glen Echo                             | 38° 57′ 54″ N, 77° 08′ 20″ O |
| 8      | 8.33   | Seven Locks 1 (Écluse numéro 7-1)                                     |                                       | 38° 58′ 16″ N, 77° 09′ 40″ O |
| 9      | 8.7    | Seven Locks 2 (Écluse numéro 7-2)                                     |                                       | 38° 58′ 19″ N, 77° 10′ 01″ O |
| 10     | 8.79   | Seven Locks 3 (Écluse numéro 7-3)                                     |                                       | 38° 58′ 19″ N, 77° 10′ 08″ O |
| 11     | 8.97   | Seven Locks 4 (Écluse numéro 7-4)                                     |                                       | 38° 58′ 19″ N, 77° 10′ 19″ O |
| 12     | 9.29   | Seven Locks 5 (Écluse numéro 7-5)                                     |                                       | 38° 58′ 19″ N, 77° 10′ 41″ O |
| 13     | 9.37   | Seven Locks 6 (Écluse numéro 7-6)                                     | Pont Mémorial de la Légion américaine | 38° 58′ 19″ N, 77° 10′ 44″ O |
| 14     | 9.47   | Seven Locks 7 (Écluse numéro 7-7)                                     |                                       | 38° 58′ 19″ N, 77° 10′ 52″ O |
| 15     | 13.45  | Six Locks 1 (Écluse numéro 6-1)                                       | Great Falls                           | 38° 59′ 20″ N, 77° 14′ 38″ O |
| 16     | 13.60  | Six Locks 2 (Écluse numéro 6-2)                                       | Great Falls                           | 38° 59′ 31″ N, 77° 14′ 42″ O |
| 17     | 13.99  | Six Locks 3 (Écluse numéro 6-3)                                       | Great Falls                           | 38° 59′ 46″ N, 77° 14′ 53″ O |
| 18     | 13.99  | Six Locks 4 (Écluse numéro 6-4)                                       | Great Falls                           | 38° 59′ 53″ N, 77° 14′ 56″ O |
| 19     | 14.17  | Six Locks 5 (Écluse numéro 6-5)                                       | Great Falls                           | 38° 59′ 56″ N, 77° 14′ 53″ O |
| 20     | 14.30  | Six Locks 6 - aka Tavern Lock (Écluse numéro 6-6)                     | Great Falls Tavern                    | 39° 00′ 00″ N, 77° 14′ 53″ O |
| 21     | 16.64  | Swain's Lock (Écluse de Swain)                                        |                                       | 39° 01′ 55″ N, 77° 14′ 38″ O |
| 22     | 19.63  | Pennyfield Lock (Écluse de Pennyfield)                                |                                       | 39° 03′ 14″ N, 77° 17′ 20″ O |
| 23     | 22.12  | Violette's Lock - Inlet Lock 2 (Écluse de Violette)                   |                                       |                              |
| 24     | 23.00  | Riley's Lock (Écluse de Riley)                                        | Aqueduct de la crique de Seneca       |                              |
| 25     | 30.8   | Edward's Ferry (Bac d'Edward)                                         | Poolesville (Maryland)                |                              |
| 26     | 39.4   | Wood's Lock (Écluse de Wood)                                          |                                       | 39° 12′ 58″ N, 77° 27′ 29″ O |
| 27     | 41.5   | Spinks Ferry (Bac de Spink)                                           | Aqueduct de Monocacy                  | 39° 11′ 28″ N, 77° 28′ 16″ O |
| 28     | 48.9   | Fulton's Lock (Écluse de Fulton)                                      | Point of Rocks                        | 39° 16′ 55″ N, 77° 32′ 53″ O |
| 29     | 50.89  | Lander Lock ou Catoctin Lock (Écluse de Lander/Catoctin)              |                                       | 39° 18′ 25″ N, 77° 33′ 32″ O |
| 30     | 55.0   |                                                                       | Brunswick (Maryland)                  | 39° 18′ 40″ N, 77° 37′ 48″ O |
| 31     | 58.0   | Weverton Lock (Écluse de Weverton)                                    |                                       | 39° 19′ 44″ N, 77° 40′ 52″ O |
| 32     | 60.23  |                                                                       | Sandy Hook (Maryland)                 | 39° 19′ 26″ N, 77° 43′ 08″ O |
| 33     | 60.7   |                                                                       | Harper's Ferry (Virginie Occidentale) | 39° 19′ 30″ N, 77° 43′ 37″ O |
| 34     | 61.57  | Goodheart's Lock (Écluse de Goodheart)                                | Harper's Ferry (Virginie Occidentale) | 39° 19′ 59″ N, 77° 44′ 20″ O |
| 35     | 62.33  |                                                                       | Harper's Ferry (Virginie Occidentale) | 39° 20′ 13″ N, 77° 45′ 04″ O |
| 36     | 62.44  |                                                                       | Harper's Ferry (Virginie Occidentale) | 39° 20′ 13″ N, 77° 45′ 11″ O |
| 37     | 66.96  | Mountain Lock (Écluse de Mountain)                                    |                                       | 39° 23′ 06″ N, 77° 44′ 06″ O |
| 38     | 72.65  | Shepherdstown Lock (Écluse de Shepherdstown)                          | Shepherdstown (Virginie Occidentale)  |                              |
| 39     | 74.0   | One Mile Lock (Écluse d'un mile)                                      | Pont James Rumsey                     | 39° 26′ 46″ N, 77° 46′ 59″ O |
| 40     | 79.41  |                                                                       |                                       | 39° 29′ 10″ N, 77° 46′ 44″ O |
| 41     | 88.9   |                                                                       |                                       | 39° 31′ 59″ N, 77° 50′ 17″ O |
| 42     | 89.04  |                                                                       |                                       | 39° 31′ 55″ N, 77° 50′ 24″ O |
| 43     | 92.96  |                                                                       |                                       | 39° 32′ 31″ N, 77° 51′ 58″ O |
| 44     | 99.3   | Williamsport                                                          | Williamsport (Maryland)               | 39° 35′ 38″ N, 77° 49′ 30″ O |
| 45     | 107.27 | Two Locks 1 (Écluse numéro 2-1)                                       |                                       | 39° 36′ 50″ N, 77° 55′ 34″ O |
| 46     | 107.42 | Two Locks 2 (Écluse numéro 2-2)                                       |                                       | 39° 36′ 58″ N, 77° 55′ 37″ O |
| 47     | 108.8  | Four Locks 1 (Écluse numéro 4-1)                                      |                                       | 39° 37′ 01″ N, 77° 56′ 49″ O |
| 48     | 108.8  | Four Locks 2 (Écluse numéro 4-2)                                      |                                       | 39° 36′ 58″ N, 77° 56′ 53″ O |
| 49     | 108.8  | Four Locks 3 (Écluse numéro 4-3)                                      |                                       | 39° 36′ 54″ N, 77° 56′ 56″ O |
| 50     | 108.8  | Four Locks 4 (Écluse numéro 4-4)                                      |                                       | 39° 36′ 50″ N, 77° 56′ 56″ O |
| 51     | 122.59 | Hancock 1                                                             | Hancock (Maryland)                    |                              |
| 52     | 122.85 | Hancock 2                                                             | Hancock (Maryland)                    |                              |
| 53     | 130.0  | Irishman's Lock (Écluse de l'Irlandais)                               | Leopard's Mill                        |                              |
| 54     | 134.0  |                                                                       |                                       | 39° 37′ 26″ N, 78° 17′ 20″ O |
| 55     | 134.0  |                                                                       | Près du barrage numéro 6              | 39° 37′ 30″ N, 78° 17′ 31″ O |
| 56     | 136.2  | Sideling Lock (Écluse de Sideling)                                    | Sideling Hill                         | 39° 38′ 13″ N, 78° 19′ 44″ O |
| 57     | 139.2  |                                                                       |                                       | 39° 37′ 37″ N, 78° 21′ 40″ O |
| 58     | 143.9  |                                                                       |                                       | 39° 37′ 16″ N, 78° 24′ 22″ O |
| 59     | 146.6  |                                                                       |                                       | 39° 36′ 40″ N, 78° 25′ 59″ O |
| 60     | 149.7  |                                                                       | Colline Stickpile                     | 39° 34′ 55″ N, 78° 24′ 14″ O |
| 61     | 153.1  |                                                                       |                                       | 39° 35′ 02″ N, 78° 27′ 36″ O |
| 62     | 154.2  |                                                                       |                                       | 39° 34′ 16″ N, 78° 27′ 11″ O |
| 63⅓    | 154.5  |                                                                       | Paw Paw Tunnel                        | 39° 34′ 01″ N, 78° 27′ 14″ O |
| 64⅔    | 154.6  |                                                                       |                                       | 39° 33′ 58″ N, 78° 27′ 18″ O |
| 66     | 154.7  |                                                                       |                                       | 39° 33′ 54″ N, 78° 27′ 25″ O |
| 67     | 161.8  | Darkey's Lock (Écluse de Darkey)                                      |                                       | 39° 31′ 30″ N, 78° 31′ 59″ O |
| 68     | 164.8  | Crabtree's Lock (Écluse de Crabtree)                                  |                                       | 39° 31′ 48″ N, 78° 35′ 20″ O |
| 69     | 166.4  | Twigg's Lock (Écluse de Twigg)                                        |                                       |                              |
| 70     | 166.7  | Oldtown                                                               |                                       |                              |
| 71     | 167.0  |                                                                       |                                       |                              |
| 72     | 174.4  | The Narrows ou Ten Mile Lock (Le rétrécissement/Écluse des 10 Milles) |                                       |                              |
| 73     | 175.4  | North Branch 1 (Branche du nord 1)                                    |                                       |                              |
| 74     | 175.5  | North Branch 2 (Branche du nord 2)                                    |                                       |                              |
| 75     | 175.6  | North Branch 3 (Branche du nord 3)                                    |                                       |                              |
|        | 184.5  | fin du canal                                                          | Cumberland (Maryland)                 |                              |